# Scuderia Cameron Glickenhaus
Scuderia Cameron Glickenhaus, auch bekannt als Glickenhaus oder SCG, ist ein US-amerikanisches Automobilunternehmen mit Sitz in Sleepy Hollow, New York. Es wurde 2004 von James Glickenhaus gegründet und widmet sich der Entwicklung und Herstellung von Hochleistungsfahrzeugen.
Der Name "Scuderia" entstammt der italienischen Bezeichnung für „Rennsportteams“, während „Cameron“ den zweiten Vornamen des Gründers repräsentiert.
Das berühmteste Modell der Marke ist der SCG 003, der an verschiedenen Wettbewerben wie dem 24-Stunden-Rennen auf dem Nürburgring teilgenommen hat. 2021, 2022 und 2023 nahm das Unternehmen mit dem SCG 007 als Hersteller und Joest Racing als Einsatzteam an der FIA World Endurance Championship in der Kategorie Le Mans Hypercar teil.

## Geschichte
Die Scuderia Cameron Glickenhaus wurde 2004 von dem Filmproduzenten und Unternehmer James Glickenhaus in New York City gegründet. Ziel war es, Hochleistungs-Rennwagen in limitierter Kleinserie für das 24-Stunden-Rennen auf dem Nürburgring zu entwickeln. In den ersten Jahren nahm ein professionelles Team mit modifizierten Ferrari-Konstruktionen an den Rennen teil.
Im Jahr 2010 diente der Ferrari P4/5, der im Rahmen einer Sonderbestellung in einem Stück gebaut wurde, als Referenz für die Arbeit an der ersten SCG-Eigenkonstruktion, deren erste Spezifikation und Konzept im September 2012 vorgestellt wurde. Die Vorserienprototypen gingen im Dezember 2014 in die letzte Testphase und debütierten schließlich im Februar 2015 als Rennfahrzeug SCG 003 und Straßen-Hypercar SCG 003S.
Für die Produktion der beiden Fahrzeuge wurde eine Kooperation mit dem italienischen Designstudio und Sportwagenhersteller MAT eingegangen, der seine Produktionslinien in Turin zur Verfügung stellte. Im Jahr 2017 wurde ein Plan für die Produktion eines weiteren zivilen Fahrzeugs namens 004S vorgestellt, das schließlich 2020 in Produktion ging. Im selben Jahr wurde eine Rennvariante, der SCG 004C, für den Wettbewerb produziert.
Ende 2020 präsentierte SCG mit dem straßentauglichen Geländewagen SCG Boot sein erstes Auto mit einem völlig anderen Konzept. Im Jahr 2021 wurde mit dem SCG 007 ein weiterer Rennwagen in der Le Mans Hypercar-Rennkategorie vorgestellt, bei dessen Premiere angekündigt wurde, dass auch eine Serienvariante namens SCG 007S gebaut werden soll.

## Fahrzeuge
Scuderia Cameron Glickenhaus bietet derzeit fünf Fahrzeugtypen an, den SCG 003, SCG 004, SCG Boot, und den SCG 007. Die Modelle SCG 006 und SCG 008 Kit Car sind auf der Website des Unternehmens nicht mehr aufgeführt.